# 탁옥로
탁옥로(琢玉路)는 인천광역시 서구 연희동에서 심곡동까지 이르는 인천광역시의 도로로, 총 연장은 1.089 km이다. 도로명은 철마산의 한 봉우리인 탁옥봉(琢玉峯)의 이름을 따와 명명한 것에서 유래하였다.

## 노선 정보
- 기점 : 인천광역시 서구 연희동 491-2도
- 종점 : 인천광역시 서구 심곡동 산31-5도
- 총 연장 : 1.089 km

## 지리

### 통과하는 지자체
- 서구
  - 연희동 - 심곡동

### 접촉하는 도로
- 서곶로
- 심곡로
- 승학로

### 주변에 있는 시설
- 인천아시아드주경기장
- 심곡삼성아파트
- 홀리빈카페
- 상원빌딩
- 하영교회
- 도담초밥
- 생명의빛교회
- CU 심곡삼성점
- 마이룸독서실
- 제스트빌오피스텔
- 설빙 인천서구청점
- GS더프레시 서인천점
- 다이소 GS슈퍼서인천점
- 펀비어킹 인천서구청점
- 복지온누리약국
- 가우디모텔
- 서인천성모의원
- 써브웨이 인천서구청점
- SM스카이빌오피스텔
- 동명빌딩
- 본죽 인천서구청점
- 인천광역시 서구청 제2청사
- KB국민은행 서인천종합금융센터
- 서울안과
- 서구청역
- 갈비명가촌장골 서구청점
- 쌍용빌딩
- 인천서부경찰서
- 마이마트
- 심곡동 한국아파트
- 세븐일레븐 서구행복점
- 삼용타워아파트
- 공성빌딩
- 덕산빌딩
- 세영빌딩
- 장터삼겹살
- 한민족사랑교회
- 성모가정노인요양센터
- 카페아마떼 연희점
- CU 심곡대동점
- 서구재활센터
- 아름따다
- 사랑을나누어주는교회
- 메가커피 국제성모병원점
- 석주빌리지
- 인천심곡초등학교

## 철도 연계역
- 인천 도시철도 2호선 : 서구청역